# Carpesium abrotanoides
 Capo-chino enulino (nome scientifico  Carpesium abrotanoides  L., 1753) è una specie di pianta angiosperma dicotiledone della famiglia delle Asteraceae (sottofamiglia Asteroideae, tribù Inuleae e sottotribù Inulinae).

## Etimologia
Il nome del genere (Carpesium) deriva dal nome della specie Venegasia carpesioides per la somiglianza tra i capolini dei fiori della Venegasia e i boccioli del Carpesium. L'epiteto specifico (abrotanoides) significa simile all'Artemisia abrotanum; abrotanum deriva dal greco antico "abrotonon" e significa "assenzio, abrotanum".
Il nome scientifico della specie è stato definito dal botanico Carl Linnaeus (1707-1778) nella pubblicazione " Species Plantarum" (  Sp. Pl. 2: 860) del 1753.

## Descrizione

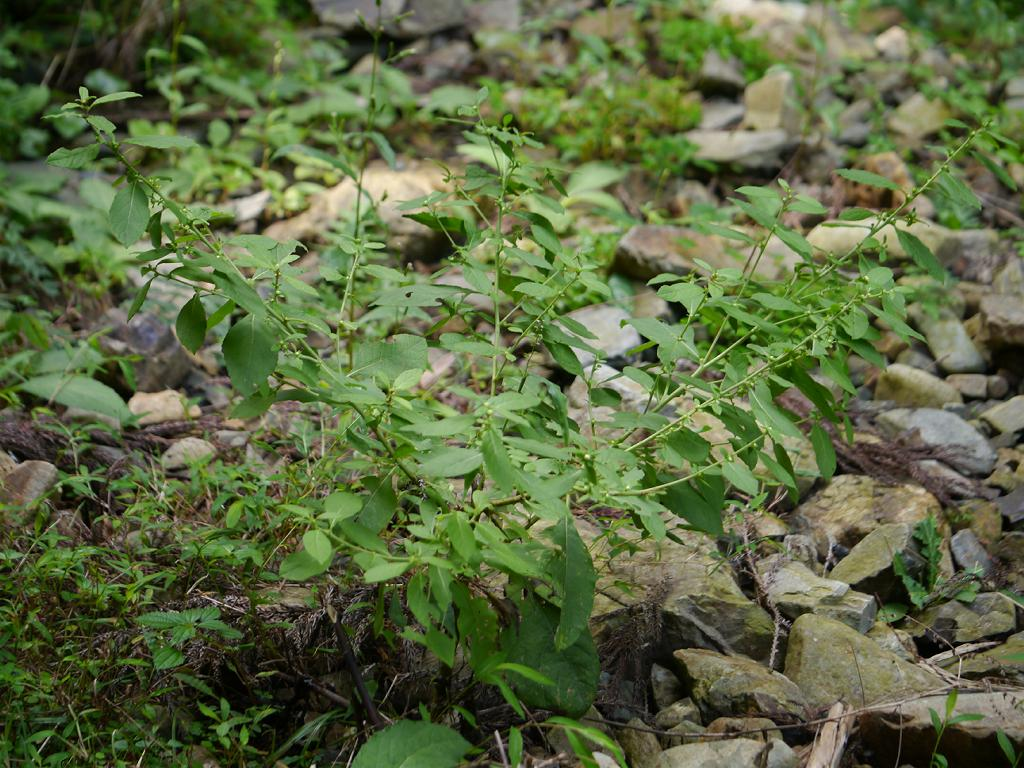
Il portamento

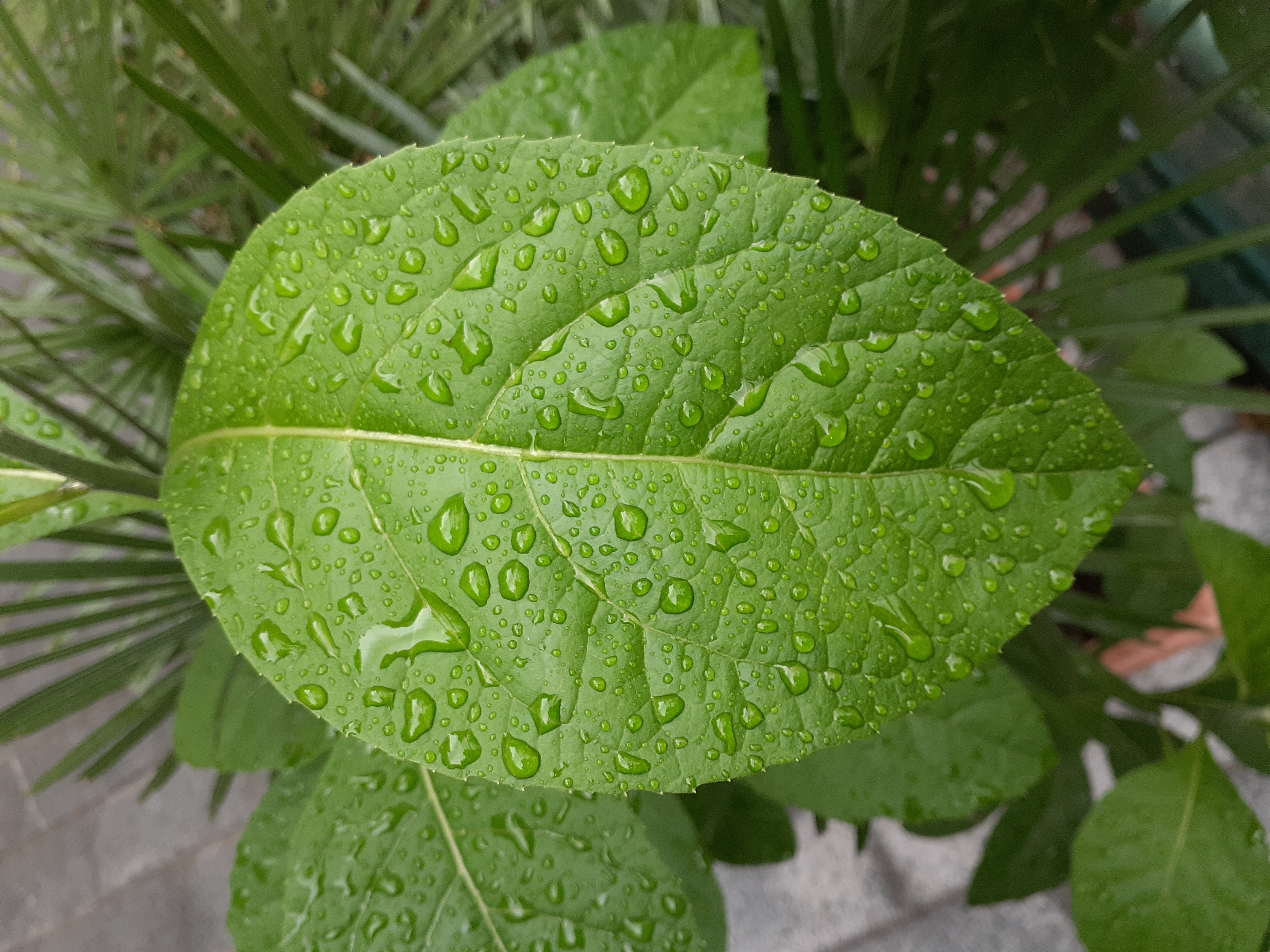
Le foglie

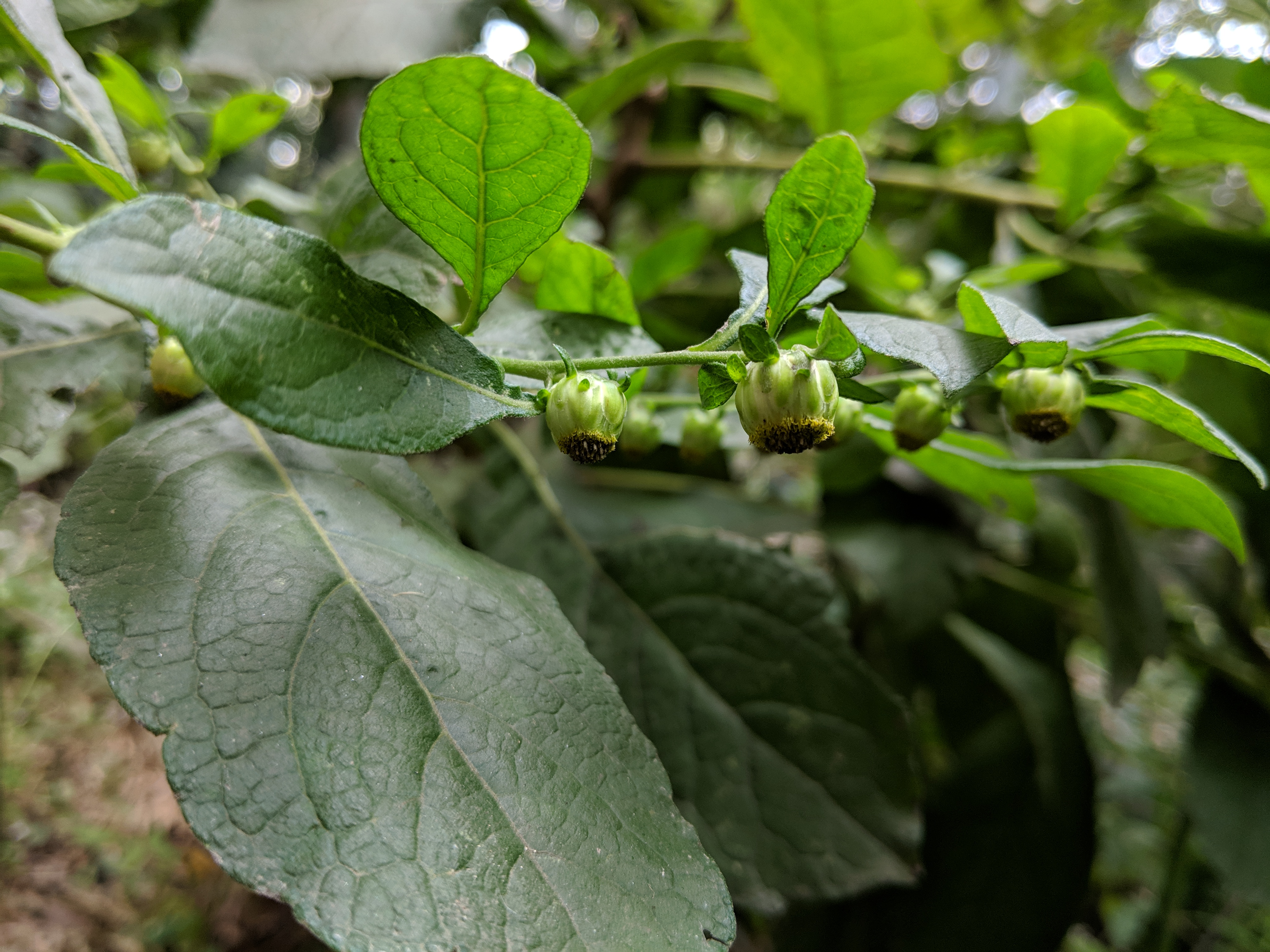
Infiorescenza

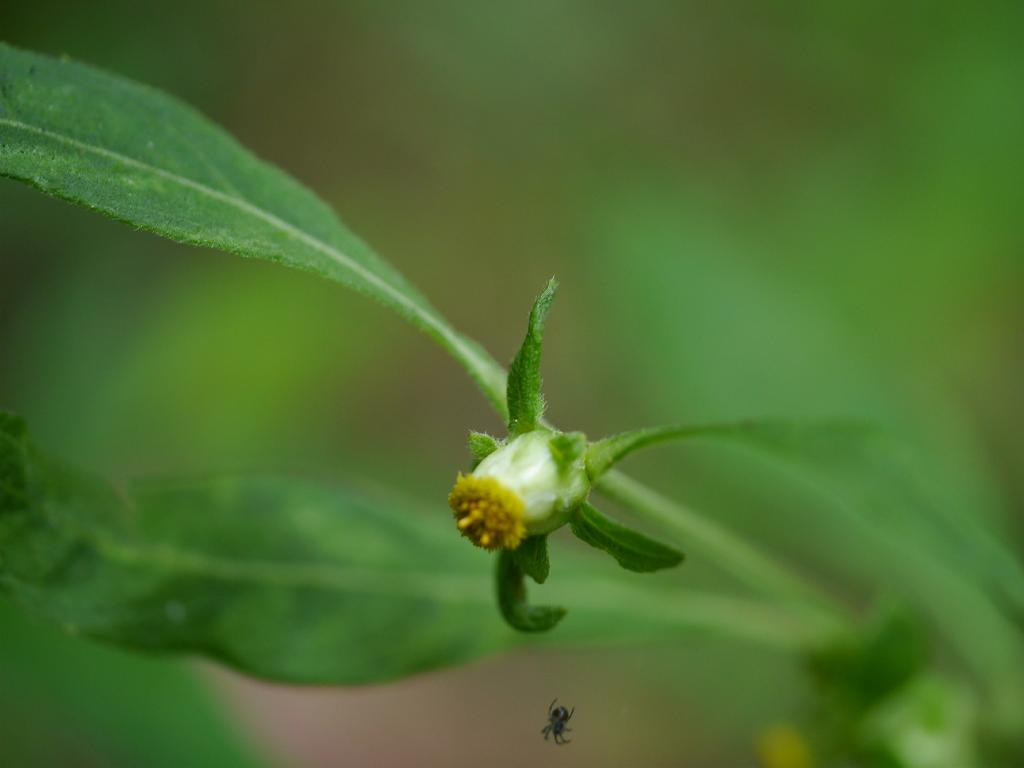
I fiori

Portamento. La specie di questa voce è una erbacea perenne. La forma biologica è emicriptofita scaposa (H scap), ossia in generale sono piante erbacee, a ciclo biologico perenne, con gemme svernanti al livello del suolo e protette dalla lettiera o dalla neve e sono dotate di un asse fiorale eretto e spesso privo di foglie.
Fusto. La parte sotterranea del fusto consiste prevalentemente in rizomi. Generalmente il floema è privo di strati fibrosi; inoltre sono assenti i tessuti latticiferi. Il fusto è eretto, striato e pubescente; la ramosità si presenta nella parte distale. Altezza media: 2-8 dm (massimo 100 cm).
Foglie. Le foglie lungo il caule sono disposte in modo alternato con un picciolo di 1 cm; quelle superiori sono sessili. La lamina può essere semplice, con bordi seghettati o dentati. La forma delle foglie cauline è strettamente lanceolata con apice acuminato; quelle inferiori sono largamente ellittiche o oblunghe. Le superfici abassiali sono punteggiate di ghiandole e brevemente pubescenti su entrambe le superfici. Dimensioni della lamina: 1-2,5 x 5-8 cm.
Infiorescenza. Le infiorescenze sono formate da capolini sia solitari che in formazioni di racemi spiciformi. I capolini, spesso annuenti, sono di tipo disciforme e sono eterogami. I capolini sono formati da un involucro composto da brattee disposte in modo embricato al cui interno un ricettacolo fa da base ai fiori ligulati periferici o fiori del raggio (qui mancanti) e ai fiori tubulosi quelli centrali o del disco. L'involucro è campanulato-globoso. Le brattee, con forme lanceolate e arrotondate all'apice, sono disposte generalmente su 3-4 righe; hanno consistenza erbacea o cartilaginea, ma senza margini ialini; gli stereomi non sono divisi. Il ricettacolo, piatto, è liscio e senza pagliette (a protezione della base dei fiori). I capolini hanno un diametro minore di 1 cm.
Fiori.  I fiori sono tetra-ciclici (formati cioè da 4 verticilli: calice – corolla – androceo – gineceo) e pentameri (calice e corolla formati da 5 elementi). Si distinguono in:
- fiori del raggio (esterni): sono assenti;
- fiori del disco (centrali): sono numerosi (130-300) con forme brevemente tubulose (attinomorfe); sono ermafroditi e fertili; quelli più esterni sono femminili con forme da tubulose a minutamente radiate.

- Formula fiorale:

*/x K {\displaystyle \infty }, [C (5), A (5)], G 2 (infero), achenio
- Calice: i sepali del calice sono ridotti ad una coroncina di squame.

- Corolla: (solo fiori del disco) la forma è tubulare bruscamente divaricata in 4-5 brevi lobi; il colore può è giallo.

- Androceo: l'androceo è formato da 5 stami sorretti da filamenti generalmente liberi; gli stami sono connati e formano un manicotto circondante lo stilo; le teche (produttrici del polline) sono troncate e non sono speronate. La base delle antere può essere lunga o corta con code ramificate. Il tessuto dell'endotecio è a forma radiata o polarizzata. Le cellule del collare dei filamenti sono piatte o di tipo mammelloso.

- Gineceo: il gineceo ha un ovario uniloculare infero formato da due carpelli.[6] Lo stilo è unico e con due stigmi nella parte apicale. Gli stigmi spesso sono provvisti di peli acuti che terminano sopra la biforcazione (ma non la raggiungono). Le superfici stigmatiche confluiscono all'apice, mentre alla base sono separate in due distinte linee (lignee stigmatiche marginali[8]). Il polline è spinuloso.

- Antesi: da agosto a ottobre.

Frutti. I frutti sono degli acheni senza pappo (o formato da una coroncina membranosa). Gli acheni in genere sono provvisti di 5 fasci vascolari; la forma è ellissoide, spiralata o a sezione triangolare, spesso con coste sclerenchimatiche. Talvolta sono presenti dei condotti o delle cavità resinose. La superficie è glabra o ricoperta da peli ghiandolari. L'epidermide dell'achenio è provvista di grandi cristalli di ossalato di calcio, oppure di cristalli simili alla sabbia, oppure ne è priva. Dimensione degli acheni: 3 mm.

## Biologia
Impollinazione: tramite insetti (impollinazione entomogama tramite farfalle diurne e notturne).

Riproduzione: la fecondazione avviene fondamentalmente tramite l'impollinazione dei fiori.

Dispersione: i semi cadono a terra e vengono dispersi soprattutto da insetti come formiche (disseminazione mirmecoria). Un altro tipo di dispersione è zoocoria: gli uncini delle brattee dell'involucro (se presenti) si agganciano ai peli degli animali di passaggio che portano così i semi anche su lunghe distanze. Inoltre per merito del pappo (se presente) il vento può trasportare i semi anche per alcuni chilometri (disseminazione anemocora).

## Distribuzione e habitat

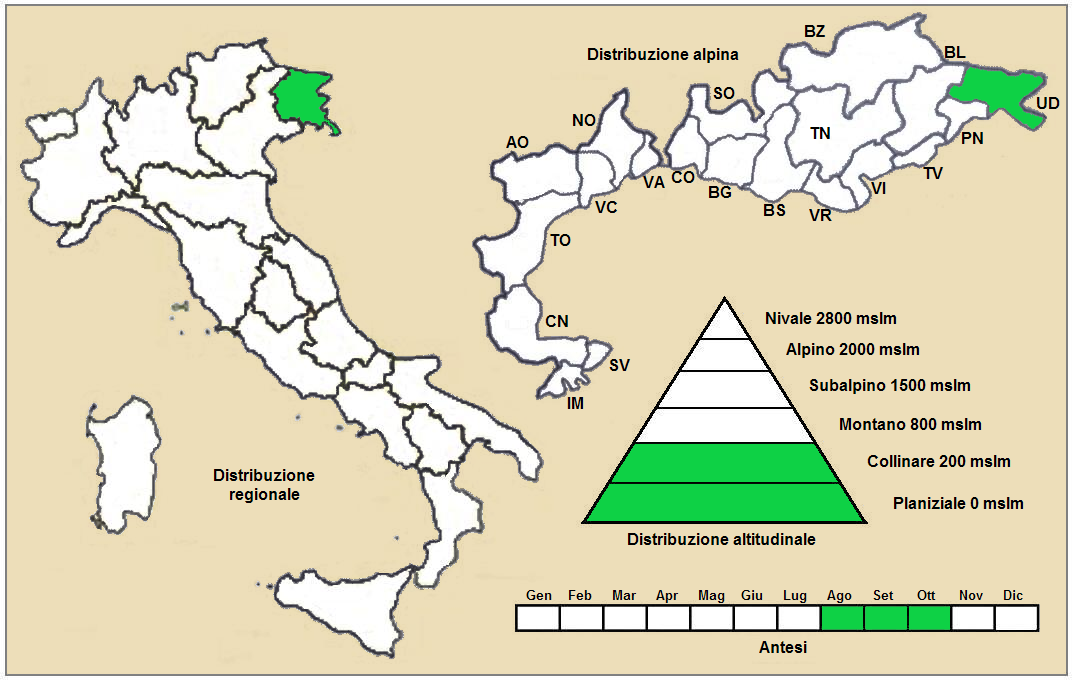
Distribuzione della pianta (Distribuzione regionale – Distribuzione alpina

Geoelemento: il tipo corologico (area di origine) è  Eurasiatico.

Distribuzione: in Italia questa specie si trova in Friuli ma è molto rara. Altrove si trova nella fascia temperata dal'Italia al Giappone.

Habitat: l'habitat tipico per queste piante sono gli incolti umidi e i fossi. Il substrato preferito è calcareo ma anche siliceo con pH neutro, alti valori nutrizionali del terreno che deve essere umido. 

Distribuzione altitudinale: sui rilievi alpini, in Italia, queste piante si possono trovare fino a 300 m s.l.m.; nelle Alpi frequentano quindi i seguenti piani vegetazionali: collinare e quello planiziale. 

## Fitosociologia
Dal punto di vista fitosociologico alpino la specie di questa voce appartiene alla seguente comunità vegetale:
Formazione: delle comunità delle macro- e megaforbie terrestri
Classe: Filipendulo-Convolvuletea
Ordine: Convolvuletalia
Alleanza: Convolvulion sepium

## Sistematica
La famiglia di appartenenza di questa voce (Asteraceae o Compositae, nomen conservandum) probabilmente originaria del Sud America, è la più numerosa del mondo vegetale, comprende oltre 23.000 specie distribuite su 1.535 generi, oppure 22.750 specie e 1.530 generi secondo altre fonti (una delle checklist più aggiornata elenca fino a 1.679 generi). La famiglia attualmente (2021) è divisa in 16 sottofamiglie; la sottofamiglia Asteroideae è una di queste e rappresenta l'evoluzione più recente di tutta la famiglia.

### Filogenesi
La tribù Inuleae (comprendente le Inulinae) è una delle 21 tribù della sottofamiglia Asteroideae). Da un punto di vista filogenetico, la tribù Inuleae, all'interno della sottofamiglia, fa parte del gruppo "Helianthodae". La sottotribù Inulinae è caratterizzata dalla particolare pubescenza dello stilo e dagli acheni con cristalli di ossalato di calcio. Il genere Carpesium è caratterizzato dai i fiori femminili tubulosi e dagli acheni contratti in un becco.
I caratteri distintivi della specie  Carpesium abrotanoides sono:
- i capolini sono subsessili;
- le brattee esterne dell'involucro non sono fogliacee.

Il numero cromosomico delle specie di questa voce è: 2n = 36.

### Sinonimi
Sono elencati alcuni sinonimi per questa entità:
- Amphirhapis wightiana Hook.f.
- Carpesium abrotanoides var. thunbergianum  (Siebold & Zucc.) Makino
- Carpesium racemosum  Wall.
- Carpesium thunbergianum  Siebold & Zucc.
- Carpesium wulfenianum  Schreb. ex DC.
- Carpesium wulfenianum  Bertol.